# Gerry Peyton
Gerald "Gerry" Joseph Peyton (Birmingham, 20 de maio de 1956) é um ex-futebolista irlandês, que atuava como goleiro.

## Carreira
Gerry Peyton integrou a histórica Seleção Irlandesa de Futebol da Copa do Mundo de 1990. 